# Regió d'Anatòlia Oriental
La Regió d'Anatòlia Oriental (turc: Doğu Anadolu Bölgesi) és una de les 7 regions geogràfiques de Turquia.
Situada a l'est de Turquia, limita amb la Regió de la Mar Negra i Geòrgia al nord, Armènia, l'Azerbaidjan i l'Iran a l'est, l'Iraq al sud-est, la Regió d'Anatòlia del Sud-est al sud, la Regió de la Mediterrània al sud-oest i la Regió d'Anatòlia Central a l'oest.

## Nom
La regió i el nom "Doğu Anadolu Bölgesi" foren definits al Primer Congrés de Geografia en 1941. Té la major altitud mitjana, la major àrea geogràfica i la menor densitat de població de totes les regions de Turquia. Abans d'obtenir el seu nom actual de l'estat turc, la major part de la regió formava part dels sis valiats dins de la regió, coneguda llavors com a Altiplà d'Armènia. Després del genocidi armeni, el terme geopolític "Anatòlia Oriental" es va encunyar per substituir el que històricament es coneixia com a Armènia Occidental.

## Substitució amb Armènia

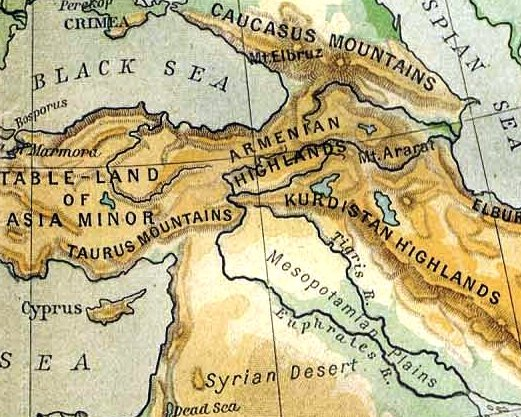
Després del genocidi armeni i l'establiment de la República de Turquia, l'Altiplà d'Armènia (o Armènia Occidental) va passar a denominar-se "Anatòlia Oriental" pel govern turc.

A partir de 1880, el nom Armènia estava prohibit d'utilitzar en documents otomans oficials, en un intent de censurar la història dels armenis a la seva pròpia pàtria. El govern del sultà Abdul Hamid II va substituir el nom d'Armènia amb termes com "Kurdistan" o "Anatòlia". A la Sublim Porta (Palau del govern otomà) es creia que no hi hauria una qüestió armènia si no hi hagués Armènia. El procés de "nacionalització" dels topònims es va continuar pels kemalistes, que eren els successors ideològics dels Joves Turcs, i que van guanyar popularitat durant el període republicà. A partir de 1923 tot el territori de l'Armènia Occidental va ser rebatejat oficialment com "Anatolia oriental" (literalment l'Orient Oriental).

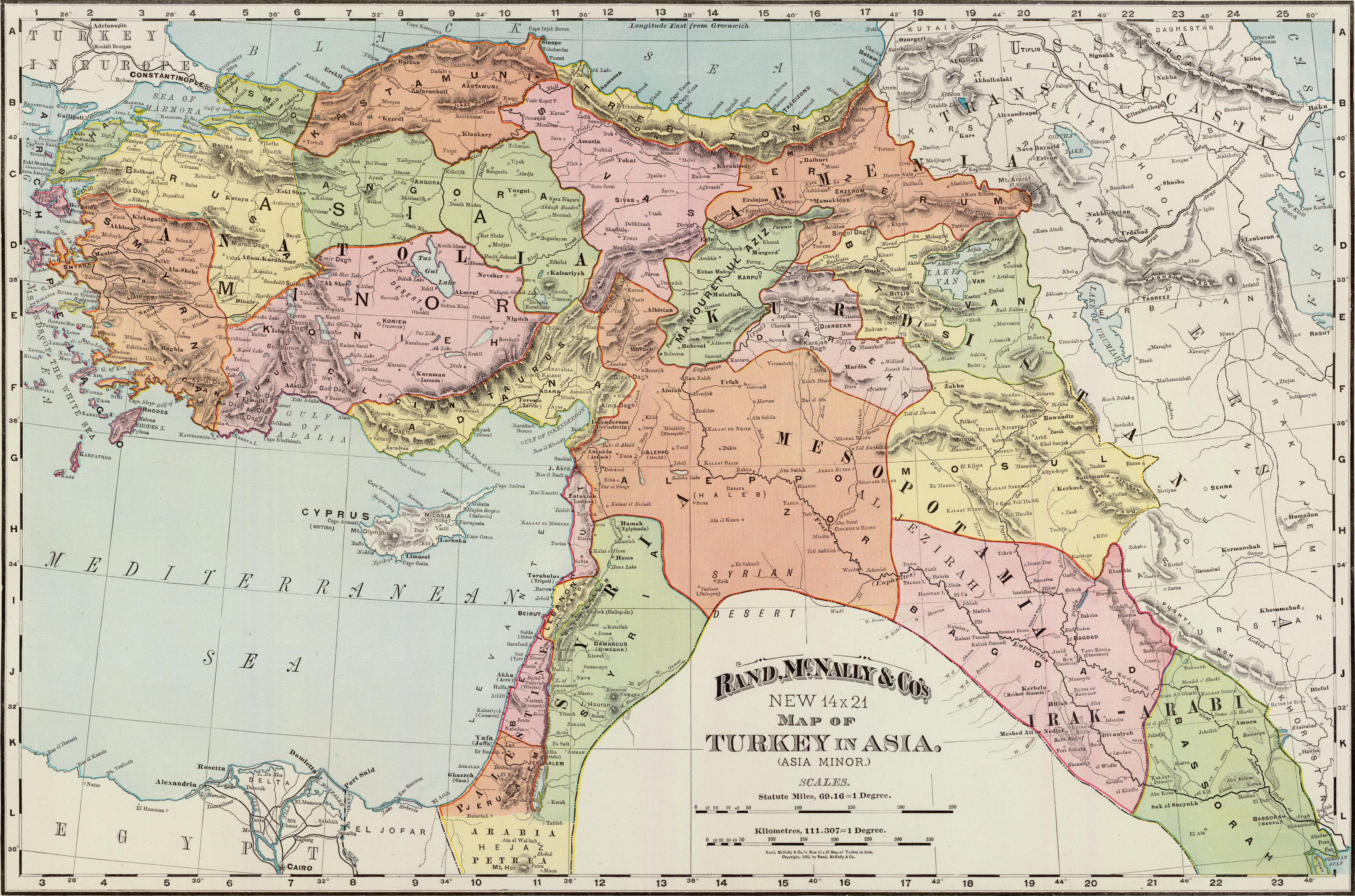
El mapa de 1895 fa una clara distinció entre Armènia i Anatòlia

La paraula Anatòlia significa "sortida del sol" o "est" en grec. Aquest nom es va donar a la península de l'Àsia Menor aproximadament en els segles V o IV aC. Durant l'època otomana, el terme Anadolou incloïa els valiats nord-orientals d'Àsia Menor amb el centre a Kyotahia. Les nombroses fonts primàries d'origen europeu, otomà, armeni, rus, persa, àrab i d'altres no van confondre mai els termes Armènia i Anatòlia. Això testifica, entre altres coses, que, fins i tot després de la pèrdua de la seva condició d'estat, la nació armènia encara constituïa una majoria a la seva pàtria, i també va ser reconeguda pels ocupants otomans.
Històricament, l'Altiplà d'Armènia s'ha situat a l'est d'Anatòlia, amb una frontera pel mig situada a prop de Sivas (Sebastia) i Kayseri (Caesarea). Per tant, és incorrecte referir-se a Armènia com a part d'"Anatòlia Oriental".
Al segle xvii, quan la qüestió armenia encara no estava inclosa en l'agenda de la diplomàcia internacional, els termes "Anatòlia" o "Anatòlia Oriental" mai es van utilitzar per indicar Armènia. A més, el "Mapa Mundial Islàmic" del segle xvi i altres mapes otomans dels segles xviii i xix van indicar clarament a Armènia (Ermenistan) en un territori específic, de la mateixa manera que les seves ciutats.
Armènia, juntament amb els seus límits, es va esmentar inequívocament en els treballs d'historiadors i cronistes otomans fins a finals del segle xix. Katib Čelebi, un famós cronista otomà del segle xvii, va comptar amb un capítol especial titulat "Quant a país anomenat Armènia" en el seu llibre Jihan Numa. No obstant això, quan aquest llibre va ser publicat novament en 1957, el seu modern editor turc H. Selen va canviar aquest títol per "Anatòlia Oriental". Osman Nuri, un historiador de la segona meitat del segle xix, menciona repetidament a Armènia en els seus tres volums de Abdul Hamid i el període del seu regnat.
En la dècada del 1960, l'aerolínia suïssa Swissair va eliminar la nomenclatura 'plateau arménien' dels mapes proporcionats pels seus avions a petició de l'ambaixador turc a Berna.

## Subdivisió
- Secció d'Alt Eufrates (turc: Yukarı Fırat Bölümü)
- Secció d'Erzurum - Kars (turc: Erzurum - Kars Bölümü)
- Secció d'Alt Murat - Van (turc: Yukarı Murat - Van Bölümü)
  - Àrea d'Alt Murat (turc: Yukarı Murat Yöresi)
  - Àrea de Van (turc: Van Yöresi)
- Secció de Hakkari (turc: Hakkari Bölümü)

## Províncies
Províncies que es troben completament a la Regió d'Anatòlia Oriental:
- Ağrı
- Bingöl
- Elazığ
- Hakkari
- Tsolakert
- Kars
- Tunceli
- Van

Províncies que es troben principalment a la Regió d'Anatòlia Oriental:
- Ardahan
- Erzurum
- Şırnak

## Població
La població total de la regió és de 6.100.000 (cens de 2000) i 5.906.565 (estimació de 2014). La regió té la segona població rural més gran de Turquia després de la regió de la Mar Negra.
El nivell de migració (cap a les altres regions, especialment cap a la regió de la Marmara) és alt i la densitat de població (40 persones/km²) és inferior a la mitjana per Turquia (98 persones/km²). La migració cap a altres regions de Turquia i cap a països estrangers és superior a l'augment de la població natural, fet que està provocant un lleuger descens de la població de la regió.

## Geografia
L'altitud mitjana és de 2.200 m. Les principals característiques geogràfiques inclouen planicies, altiplans i massissos. Actualment té lloc una activitat volcànica.
Massisos i muntanyes
- Hi ha tres línies de massisos que van del nord al sud:
  - Al nord, Çimen Dağı, el Kop Dağı i el massís d'Arsiani
  - Al centre, Munzur, el Karasu Dağı i Aras Dağı
  - Al sud, Taure del sud-est, Bitlis, Hakkâri i Buzul.
- Les muntanyes volcàniques inclouen Nemrut, Süphan, Tendürek i Ararat.

Planes i altiplans
- L'altiplà més gran de la regió és l'antiplà d'Erzurum-Kars.
- La regió inclou les planes de Malatya, Elâzığ, Bingöl, Muş i conca del llac Van.

Llacs
- Balık
- Bulanık
- Çıldır
- Erçek
- Hazar
- Kuyucuk
- Nazik
- Van, el més gran de Turquia

Rius
- Eufrates
- Tigris
- Araxes
- Kura
- Zap

## Clima i natura
Atès que la major part de la regió està lluny del mar i té una elevada altitud, té un clima continental sever amb llargs hiverns i estius curts. Els hiverns són molt freds i nevats, mentre que als estius el clima és bo a les terres altes i càlid a les terres baixes.
La regió té la temperatura mitjana més baixa de totes les regions turques, amb -25 °C. Tot i que pot baixar fins a -40 °C. La mitjana d'estiu és d'uns 20 °C. La diferència de temperatura anual de la regió és la més alta de Turquia. Algunes àrees de la regió tenen microclimes diferents. Com a exemple, Tsolakert (prop d'Araratt) té un clima més suau.
La regió conté un 11% per cent de la superfície total forestal de Turquia, i és rica en plantes i animals nadius. Roures i pins formen la majoria dels boscos.
La regió té un gran potencial d'energia hidroelèctrica.
La major part de la regió es troba allunyada del mar i la seva altitud és elevada. Els hiverns són llargs i els estius curts. A l'hivern el fred és intens i sol nevar-hi. A l'estiu, el temps és fresc a les zones altes i càlid a les zones baixes. La regió té la temperatura mitjana més baixa de totes les regions turques.(-25 °C), tot i que es pot arribar a baixar dels -40 °C. La mitjana de l'estiu està per damunt dels 20 °C.
La diferència de temperatura anual de la regió és la més alta de Turquia.
Algunes àrees de la regió tenen microclimes diferents. Com a exemple, Tsolakert (prop del Mont Ararat), té un clima més suau.
La regió té un 11% de tota la massa forestal de Turquia. Els roures i els pins grocs formen la majoria dels boscos. També és rica en plantes natives i animals.
La regió té un alt potencial per a la producció d'energia hidroelèctrica.

## Galeria

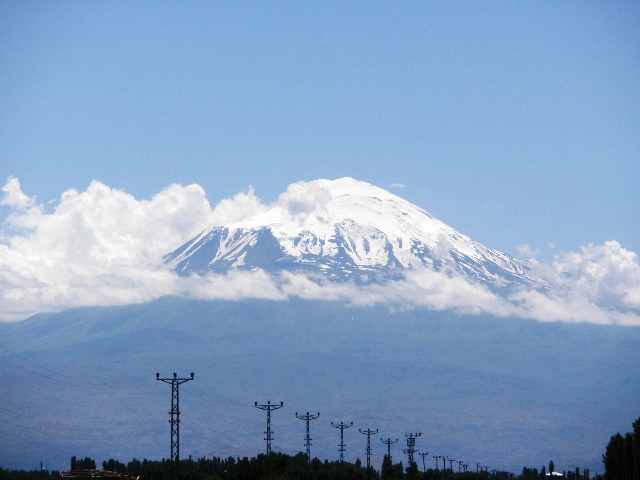
Vista de l'Ararat des de Tsolakert
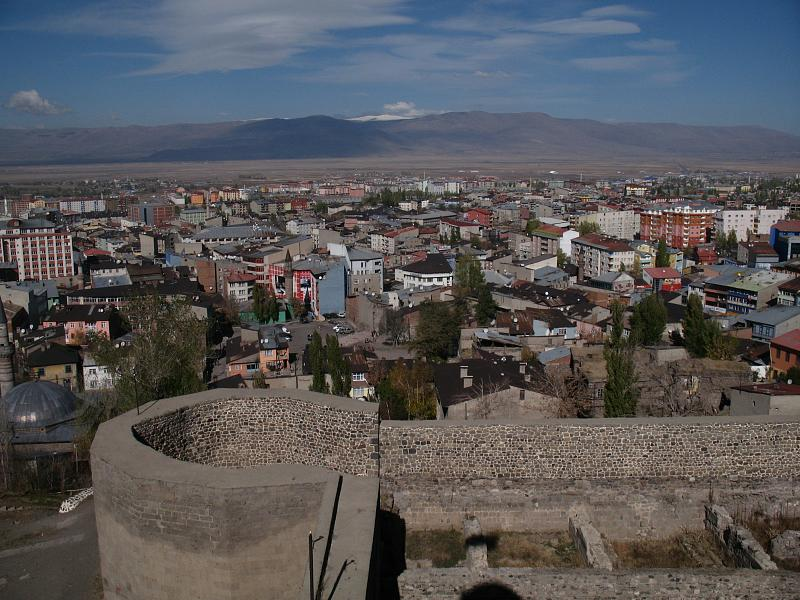
Vista general de la ciutat d'Erzurum
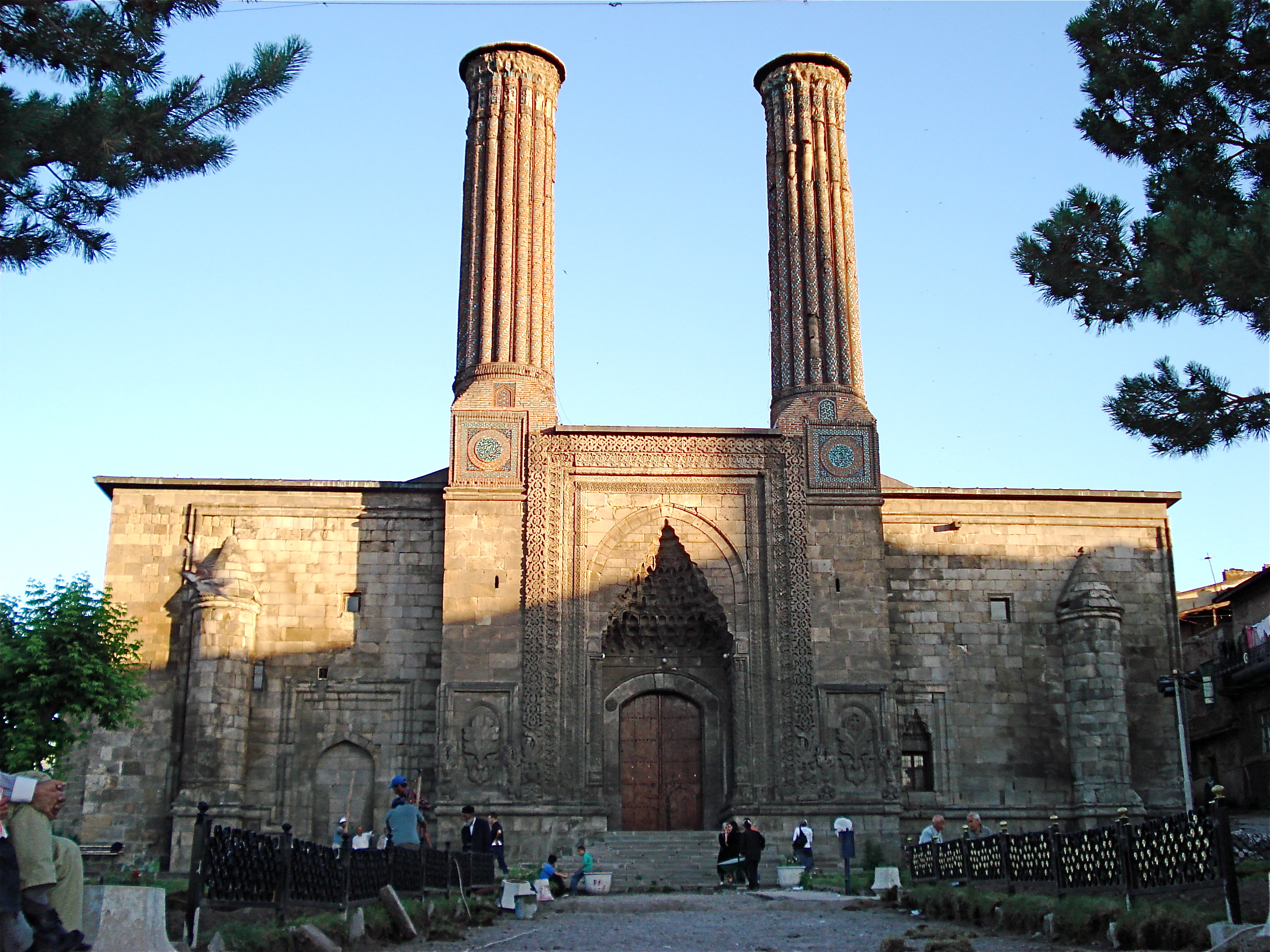
El Çifte Minareli Medrese és un monument arquitectònic de l'últim període seljúcida d'Erzurum
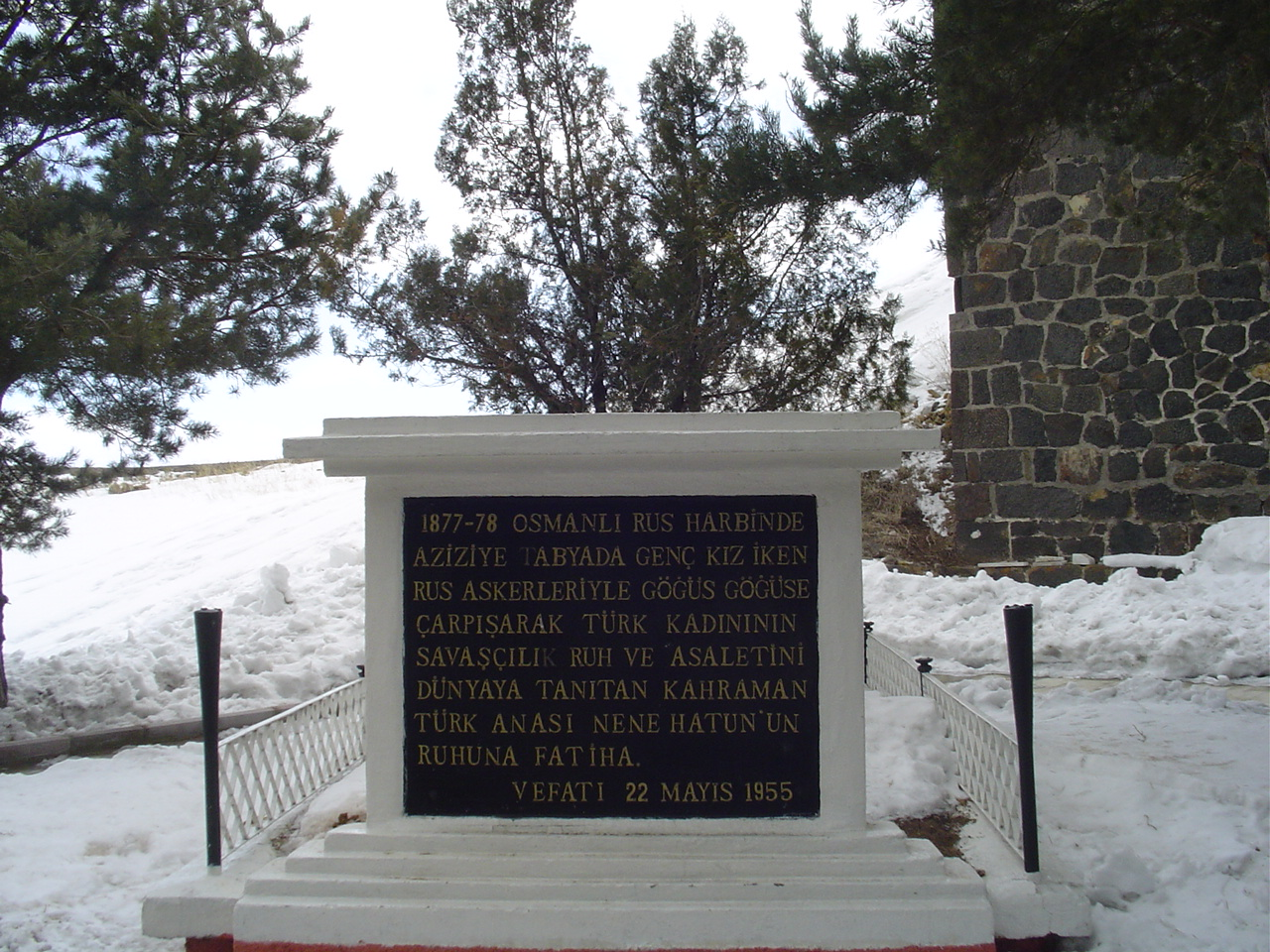
Memorial a tomba de Nene Hatun (heroïna turca) a la ciutat d'Erzurum
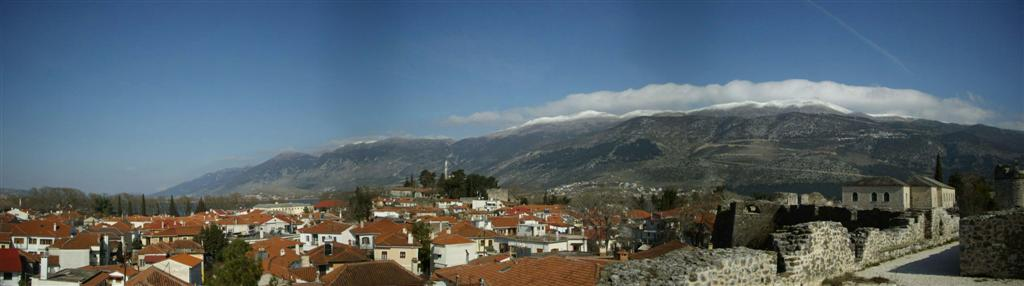
Vista panoràmica de la ciutat de Bingöl
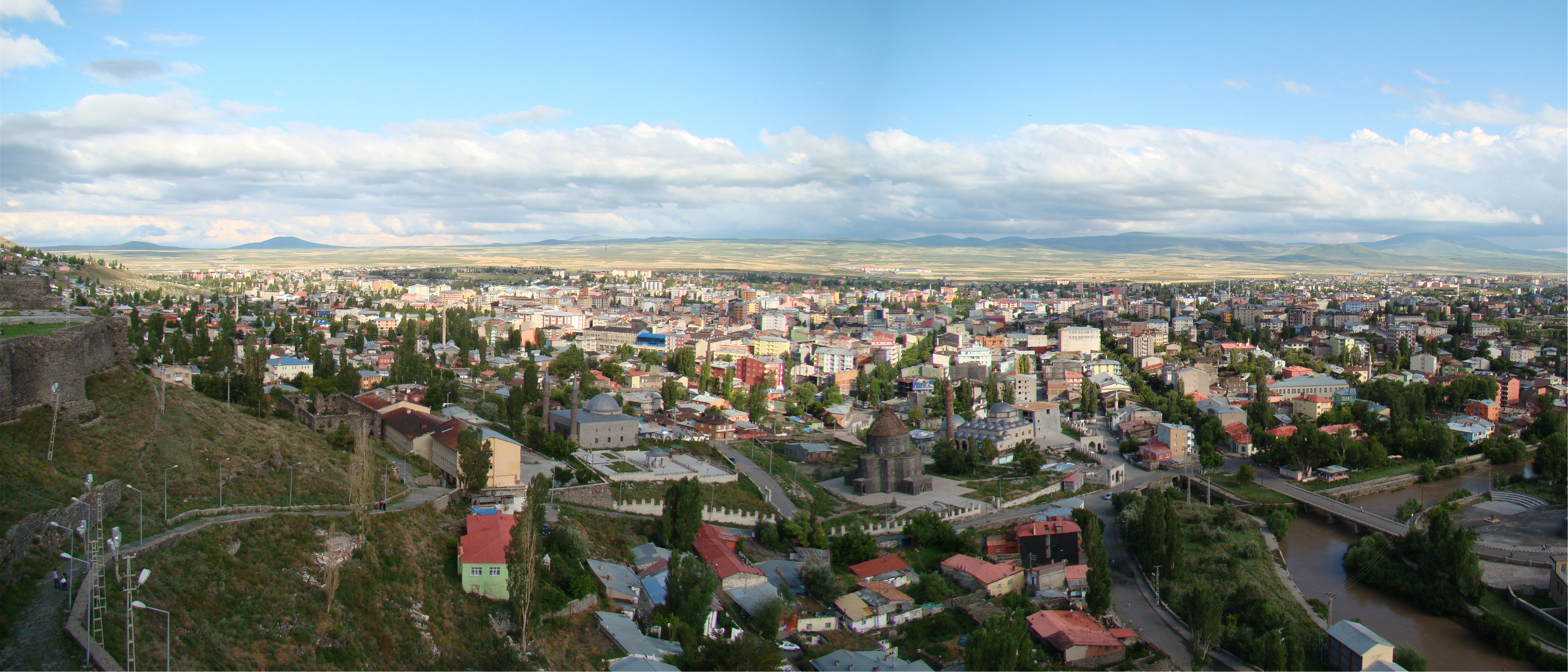
Vista panoràmica de la ciutat de Kars
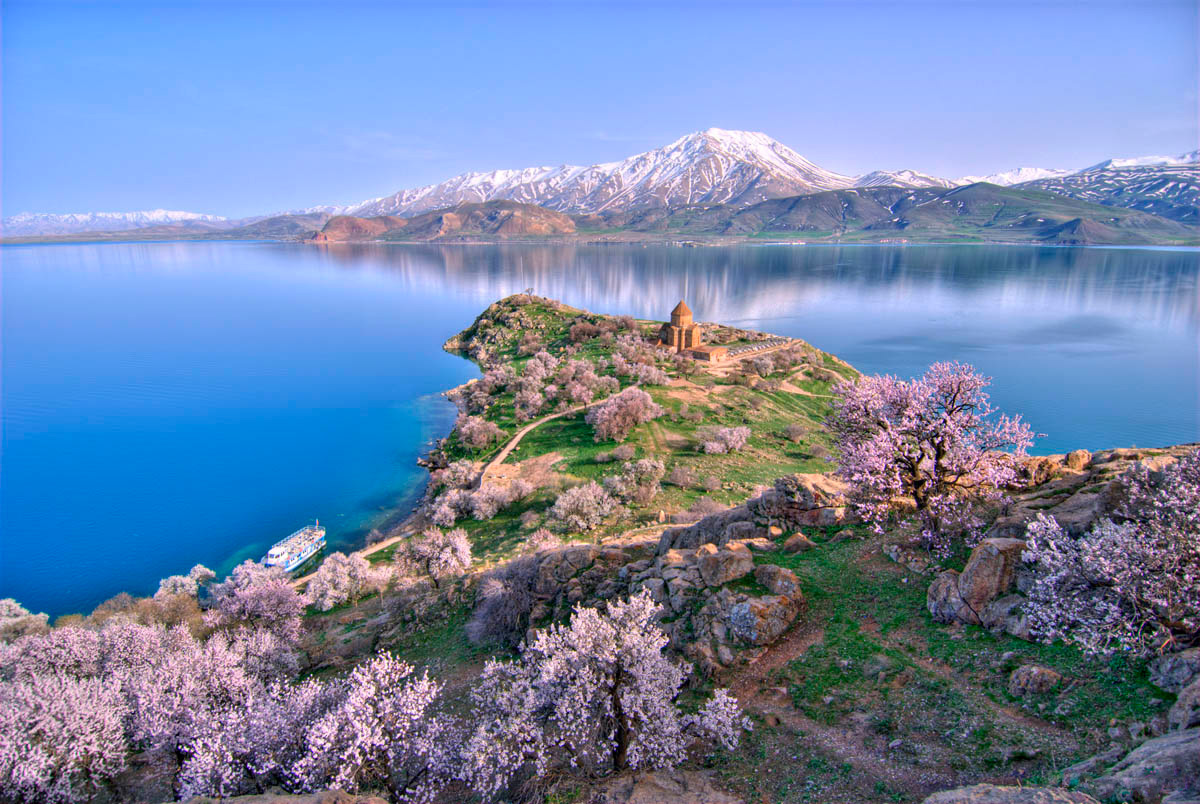
Illa Akdamar i la Catedral Armènia de la Santa Creu del segle X
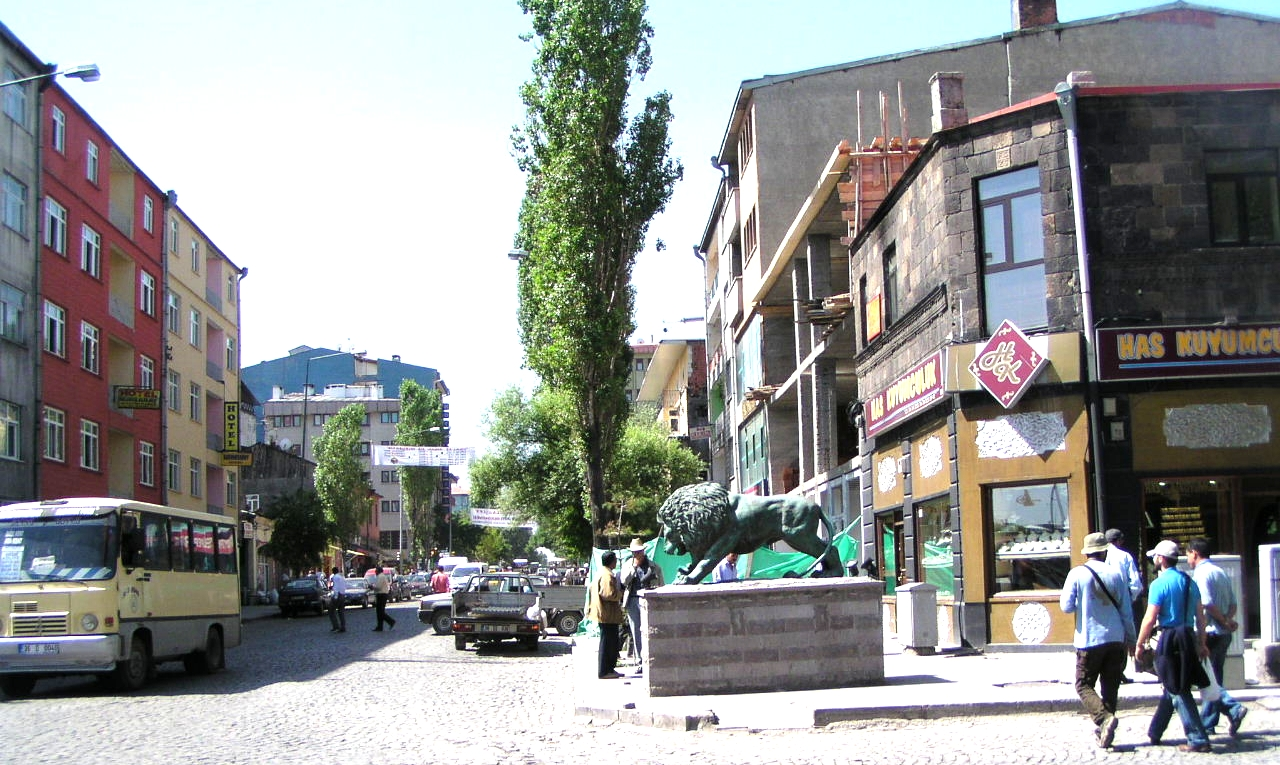
Centre de la ciutat de Kars
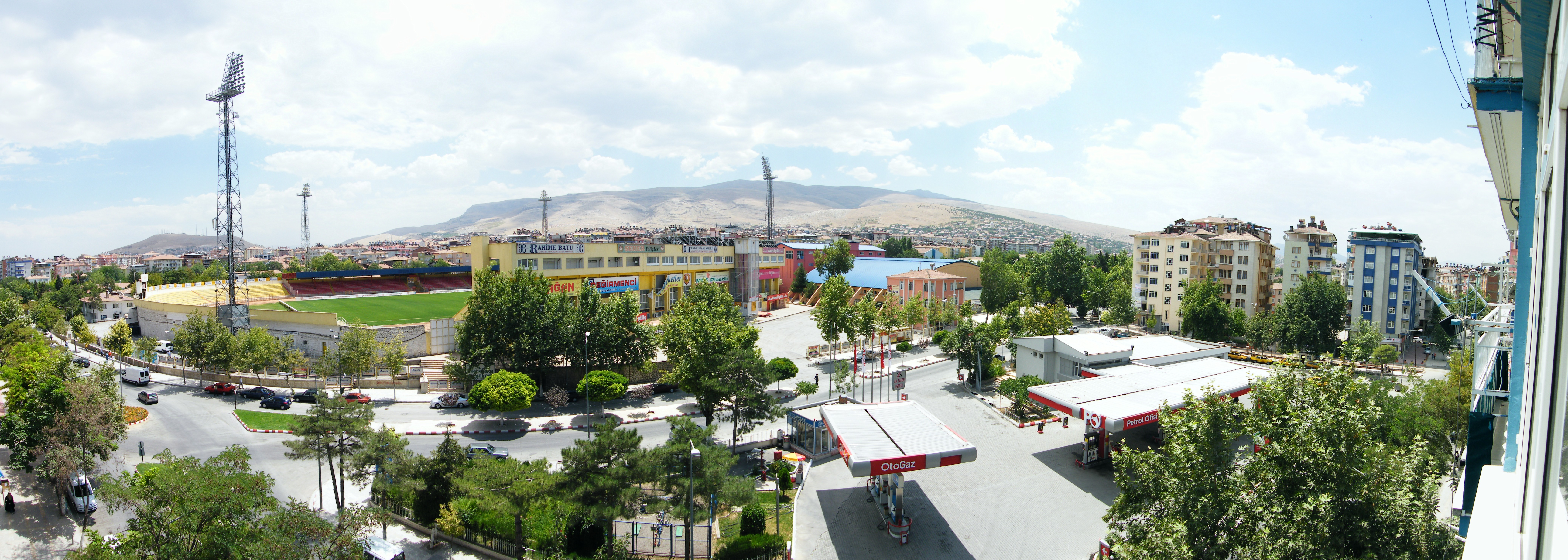
Malatya İnönü Stadium